# NGC 2383
NGC 2383 је расејано звездано јато у сазвежђу Велики пас које се налази на NGC листи објеката дубоког неба.
Деклинација објекта је - 20° 56' 51" а ректасцензија 7h 24m 39,9s. Привидна величина (магнитуда) објекта NGC 2383 износи 8,4. NGC 2383 је још познат и под ознакама OCL 616, ESO 559-SC8, near N 2384.